# Вессельбуренер-Дайххаузен
Вессельбуренер-Дайххаузен (нем. Wesselburener Deichhausen) — община в Германии, в земле Шлезвиг-Гольштейн.
Входит в состав района Дитмаршен. Подчиняется управлению КЛьГ Вессельбурен.  Население составляет 145 человек (на 31 декабря 2010 года). Занимает площадь 5,07 км².